# Corten (Moldavie)
Corten (en ukrainien : Кірютня ; en bulgare : Кортeн) est un village situé dans le raion de Taraclia, en Moldavie.

## Histoire
Le village est fondé en 1829 par des réfugiés bulgares fuyant les conflits russo-turcs. Aujourd'hui, le village est divisé entre les quartiers de Sliven et Yambol, qui font référence à des villes de Bulgarie.

## Géographie
Le village se situe à 11 km de la ville de Ceadîr-Lunga, à 20 km de Taraclia et à 141 km de la capitale Chișinău.

## Population
La population du village en 2004 est de 3 407 personnes, dont :
- 89,11 % – Bulgares
- 2,88 % – Russes
- 2,67 % – Gagaouzes
- 2,38 % – Moldaves
- 1,61 % – Ukrainiens
- 1 % – Tsiganes
- 0,35 % – autres ethnies